# Aleko (schronisko)
Schronisko Aleko (bg. Xижа Алеко) – całoroczne górskie schronisko turystyczne zlokalizowane w masywie Witosza w Bułgarii. Z uwagi na bliskość Sofii (21 km lub 40 minut jazdy samochodem od centrum stolicy Bułgarii) stanowi bardzo popularny cel wycieczek letnich i zimowych (tereny narciarskie). Obiekt stoi u podnóża góry Czarny Wierch (2290 m n.p.m.). Jest to drugie najstarsze schronisko górskie w Bułgarii.

## Historia i charakterystyka

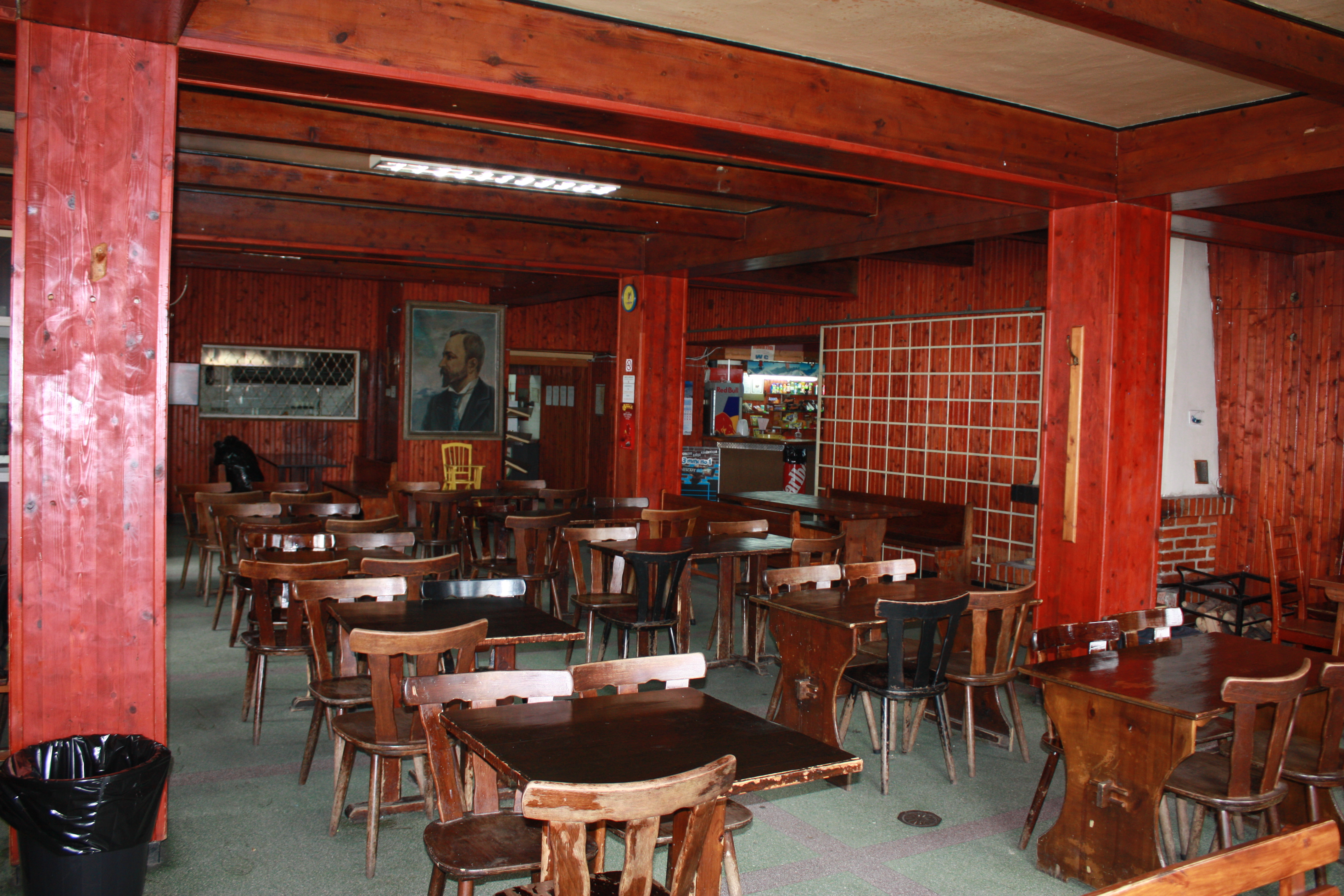
Jadalnia schroniskowa

Schronisko zostało wzniesione w latach 1924-1932 z wykorzystaniem ochotniczej siły roboczej i zasobów miłośników gór, bułgarskich turystów i narciarzy, skupionych wokół Aleko Konstantinova, założyciela ruchu turystycznego w Bułgarii. Jest własnością Bułgarskiego Związku Turystycznego (bg. Български туристически съюз) i od 2000 jest zarządzany przez klub turystyczny Moten (bg. Спортен туристически клуб „Мотен“).
W obecnej formie schronisko to masywny, trzypiętrowy budynek z kamiennym (granitowym) parterem i pierwszym piętrem. Dysponuje stoma łóżkami rozmieszczonych w pokojach z 2, 3, 6, 8 i 10 łóżkami oraz trzema apartamentami. Na pierwszym piętrze znajduje się kuchnia, samoobsługowa restauracja i jadalnia (łącznie 150 miejsc) oraz sala barowa o charakterze herbaciarni, zadaszony taras panoramiczny z 60 miejscami siedzącymi i otwarty taras prowadzący bezpośrednio na stoki narciarskie. Na drugim i trzecim piętrze są zlokalizowane sypialnie. Na poszczególnych kondygnacjach znajdują się wspólne pomieszczenia z toaletami, umywalkami i prysznicami. Na parterze znajdują się szafy na sprzęt narciarski i snowboardowy, a także zaplecze szkoleniowe. Alpejska ściana wspinaczkowa o różnych poziomach trudności znajduje się po wschodniej stronie obiektu.
Schronisko ma swoje motto, które brzmi: 1840 metrów nad codziennością.

## Szlaki i dojazd
Do schroniska dojechać można koleją linową Simeonowo – Aleko. Od schroniska zaczyna się bułgarski odcinek międzynarodowej trasy E-4 prowadzący przez góry Witosza, Weriła, Riła i Pirin. 
W pobliżu znajdują się górna stacja kolei linowej z dzielnicy Sofii Symeonowo oraz górna stacja wyciągu "Goli Vrah". Na Goli Vrah prowadzi szlak pieszy (30 minut). Inne pobliskie, dostępne szczyty to Sredec (1969 m n.p.m.) i Czarny Wierch (2290 m n.p.m.). Spacerowa ścieżka prowadzi do hotelu Moreni.